# Stade beaucairois 30 (futsal)
Maillots
Actualités
Le Beaucaire Futsal est un club sportif de futsal français fondé en 2007 et basé à Beaucaire (Gard).

## Histoire

### Roi de l'UNCFs (2007-2011)
Dès la saison 2007-2008, le Beaucaire Futsal remporte le championnat de l'UNCFs. En 2009, il est vice-champion et qualifié pour la Coupe d'Europe UEFS.
En 2010 et 2011, il reconquiert son titre de champion, devenant le premier club à obtenir le droit de garder le Trophée Juan Carlos Ceriani Gravier ad vitam æternam.

### Redémarrage chez la FFF (depuis 2011)
Au terme de la saison 2017-2018, le Beaucaire Futsal remporte le groupe B de Division 2, est promu en première division et est sacré champion de D2, grâce à de meilleures statistiques que l'ACCES FC, vainqueur du groupe A.
À l'occasion de la deuxième journée de D1 2018-2019, Beaucaire remporte une large victoire (8 buts à 4) contre le multiple champion de France, le Sporting Paris. Mais le club termine la saison avant-dernier et retourne en D2.
Lors de la saison 2019-2020, Beaucaire Futsal est premier du groupe B à la mi-saison. Mais les joueurs de Yoann Soum ne gagnent pas un seul match en 2020 et laissent le FC Chavanoz s'emparer de la première place, tombant même en troisième position à l'arrêt de la compétition en mars 2020 à cause de la pandémie de Covid-19.
À partir de l'été 2021, la structure devient la section futsal du Stade beaucairois 30. En fin de saison, terminée à la septième place de D2, l'équipe est rétrogradée en Championnat régional de Ligue lors de la saison 2022-2023 à la suite du forfait de son équipe réserve, obligatoire à ce niveau, qui « annihilerait le principe d’équité vis-à-vis des efforts engagés par tous les autres
clubs de la division ».

## Résultats sportifs

### Titres et trophées
- Championnat de France UNCFs (3)
  - Champion : 2008, 2010 et 2011
  - Vice-champion : 2009

- Coupe de France AFF (1)
  - Vainqueur : 2011

- Division 2 FFF (1)
  - Champion : 2018

### Bilan par saison
| Saison                              | Championnat                         | Championnat                         | Championnat                         | Championnat                         | Championnat                         | Championnat                         | Championnat                         | Championnat                         | Championnat                         | Championnat                         | Championnat                         | Coupe de France                     | Coupe d'Europe                      |
| Saison                              | Division                            | Class.                              | Pts                                 | M                                   | V                                   | N                                   | D                                   | Bp                                  | Bc                                  | Diff.                               | Phase finale                        | Coupe de France                     | Coupe d'Europe                      |
| Union nationale des clubs de futsal | Union nationale des clubs de futsal | Union nationale des clubs de futsal | Union nationale des clubs de futsal | Union nationale des clubs de futsal | Union nationale des clubs de futsal | Union nationale des clubs de futsal | Union nationale des clubs de futsal | Union nationale des clubs de futsal | Union nationale des clubs de futsal | Union nationale des clubs de futsal | Union nationale des clubs de futsal | Union nationale des clubs de futsal | Union nationale des clubs de futsal |
| ----------------------------------- | ----------------------------------- | ----------------------------------- | ----------------------------------- | ----------------------------------- | ----------------------------------- | ----------------------------------- | ----------------------------------- | ----------------------------------- | ----------------------------------- | ----------------------------------- | ----------------------------------- | ----------------------------------- | ----------------------------------- |
| 2007-2008                           | Championnat                         | Champion                            |                                     |                                     |                                     |                                     |                                     |                                     |                                     |                                     |                                     |                                     | -                                   |
| 2008-2009                           | Championnat                         | 2e                                  |                                     |                                     |                                     |                                     |                                     |                                     |                                     |                                     |                                     |                                     | -                                   |
| 2009-2010                           | Championnat                         | Champion                            |                                     |                                     |                                     |                                     |                                     |                                     |                                     |                                     |                                     |                                     | 5e                                  |
| 2010-2011                           | Championnat                         | Champion                            |                                     |                                     |                                     |                                     |                                     |                                     |                                     |                                     |                                     | Vainqueur                           | -                                   |
| Fédération française de football    |                                     |                                     |                                     |                                     |                                     |                                     |                                     |                                     |                                     |                                     |                                     |                                     |                                     |
| 2011-2012                           |                                     |                                     |                                     |                                     |                                     |                                     |                                     |                                     |                                     |                                     |                                     |                                     | -                                   |
| 2012-2013                           | DH Languedoc-Roussillon             |                                     |                                     |                                     |                                     |                                     |                                     |                                     |                                     |                                     |                                     |                                     | -                                   |
| 2013-2014                           | Division 2 - grp. B                 | 5e/9                                | 37 pts                              | 16                                  | 7                                   | 0                                   | 9                                   | 69                                  | 72                                  | -3                                  | -                                   | finale régionale                    | -                                   |
| 2014-2015                           | Division 2 - grp. B                 | 8e/10                               | 37 pts                              | 18                                  | 6                                   | 1                                   | 11                                  | 69                                  | 82                                  | -13                                 |                                     | finale régionale                    | -                                   |
| 2015-2016                           | Division 2 - grp. B                 | 7e/10                               | 40 pts                              | 18                                  | 6                                   | 4                                   | 8                                   | 50                                  | 67                                  | -17                                 | -                                   | 32e de finale                       | -                                   |
| 2016-2017                           | Division 2 - grp. B                 | 5e/10                               | 26 pts                              | 18                                  | 7                                   | 5                                   | 6                                   | 86                                  | 85                                  | +1                                  | -                                   | 32e de finale                       | -                                   |
| 2017-2018                           | Division 2 - grp. B                 | 1er/9                               | 41 pts                              | 16                                  | 13                                  | 2                                   | 1                                   | 108                                 | 55                                  | +53                                 | -                                   | 16e de finale                       | -                                   |
| 2018-2019                           | Division 1                          | 11e/12                              | 18 pts                              | 22                                  | 5                                   | 3                                   | 14                                  | 80                                  | 105                                 | -25                                 | -                                   | 32e de finale                       | -                                   |
| 2019-2020                           | Division 2 - grp. B                 | 3e/10                               | 22 pts                              | 12                                  | 7                                   | 1                                   | 4                                   | 53                                  | 31                                  | +22                                 | -                                   | finale régionale                    | -                                   |
| 2020-2021                           | Division 2 - grp. B                 | non-joué                            | non-joué                            | non-joué                            | non-joué                            | non-joué                            | non-joué                            | non-joué                            | non-joué                            | non-joué                            | non-joué                            | non-jouée                           | -                                   |
| 2021-2022                           | Division 2 - grp. B                 | 7e/10                               | 21 pts                              | 18                                  | 7                                   | 0                                   | 11                                  | 53                                  | 76                                  | -23                                 | -                                   | finale régionale                    | -                                   |

## Structure du club

### Statut du club et des joueurs
Le Beaucaire Futsal est affilié à la Fédération française de football, qui régit le futsal en France, sous le numéro 863767. Le club réfère à ses antennes délocalisées : la Ligue régionale d'Occitanie et le District départemental du Gard-Lozère.
Les joueurs ont soit un statut bénévole, amateur ou de semi-professionnel sous contrat fédéral.

### Salles
Le Beaucaire Futsal évolue au gymnase Angelo-Parisi de Beaucaire.

### Logo et couleurs

Beaucaire Futsal (2007-2021)
Stade beaucairois 30 (depuis 2021)

## Personnalités notables

### Dirigeants et entraîneurs
Yoann Soum est président et entraîneur lors de la montée en Division 1 FFF en 2017-2018,.

### Joueurs
Entre 2015 et 2018, l'international de beach soccer Kamel El Mahrouk est joueur au club.
L'international algérien Sofiane Benfatah rejoint Beaucaire en 2016. Il est présent lors de la montée en Division 1 FFF en 2017-2018.
Fin 2018, le joueur du club Anthony Grasso est sélectionné en équipe de France FFF.